# Satoshi Furukawa
Satoshi Furukawa (古川 聡 Furukawa Satoshi?,  n. 4 aprilie 1964, Yokohama, Japonia) este un chirurg japonez și un astronaut JAXA. Furukawa a fost repartizat la Stația Spațială Internațională ca inginer de zbor în misiunea de lungă durată Expediția 28/29, decolând pe 7 iunie 2011 și revenind pe 22 noiembrie 2011.

## Cariera medicală
Furakawa a absolvit liceul Eiko, Kamakura, în 1983; a primit o diplomă de doctor în medicină de la Universitatea din Tokyo în 1989 și o diplomă de doctor în științe medicale de la aceeași universitate în 2000.
Din 1989 până în 1999, Furukawa a lucrat în Departamentul de Chirurgie de la Universitatea din Tokyo, precum și în Departamentul de Anestezie de la Spitalul General JR Tokyo, Departamentul de Chirurgie de la Spitalul Central Prefectural Ibaraki și la Spitalul Sakuragaoka .

## Cariera la NASDA/JAXA
În februarie 1999, Furukawa a fost selectat de către Agenția Națională de Dezvoltare Spațială a Japoniei (NASDA) drept unul dintre cei trei candidați astronauti japonezi pentru Stația Spațială Internațională (ISS). A început programul de pregătire de bază pentru astronauți ISS în aprilie 1999 și a fost certificat ca astronaut în ianuarie 2001.
Din aprilie 2001 a participat la ISS Advanced Training și a susținut dezvoltarea hardware-ului și operarea modulului experimental ISS japonez „ Kibo”.
La 1 octombrie 2003, NASDA a fuzionat cu ISAS (Institutul de Științe Spațiale și Astronautice) și NAL (Laboratorul Național Aerospațial al Japoniei) și a fost redenumită JAXA (Agenția Japoneză de Explorare Aerospațială).
În mai 2004, a finalizat pregătirea Soyuz-TMA Flight Engineer-1 la Centrul de pregătire pentru cosmonauți Yuri Gagarin (GCTC), Star City, Rusia.

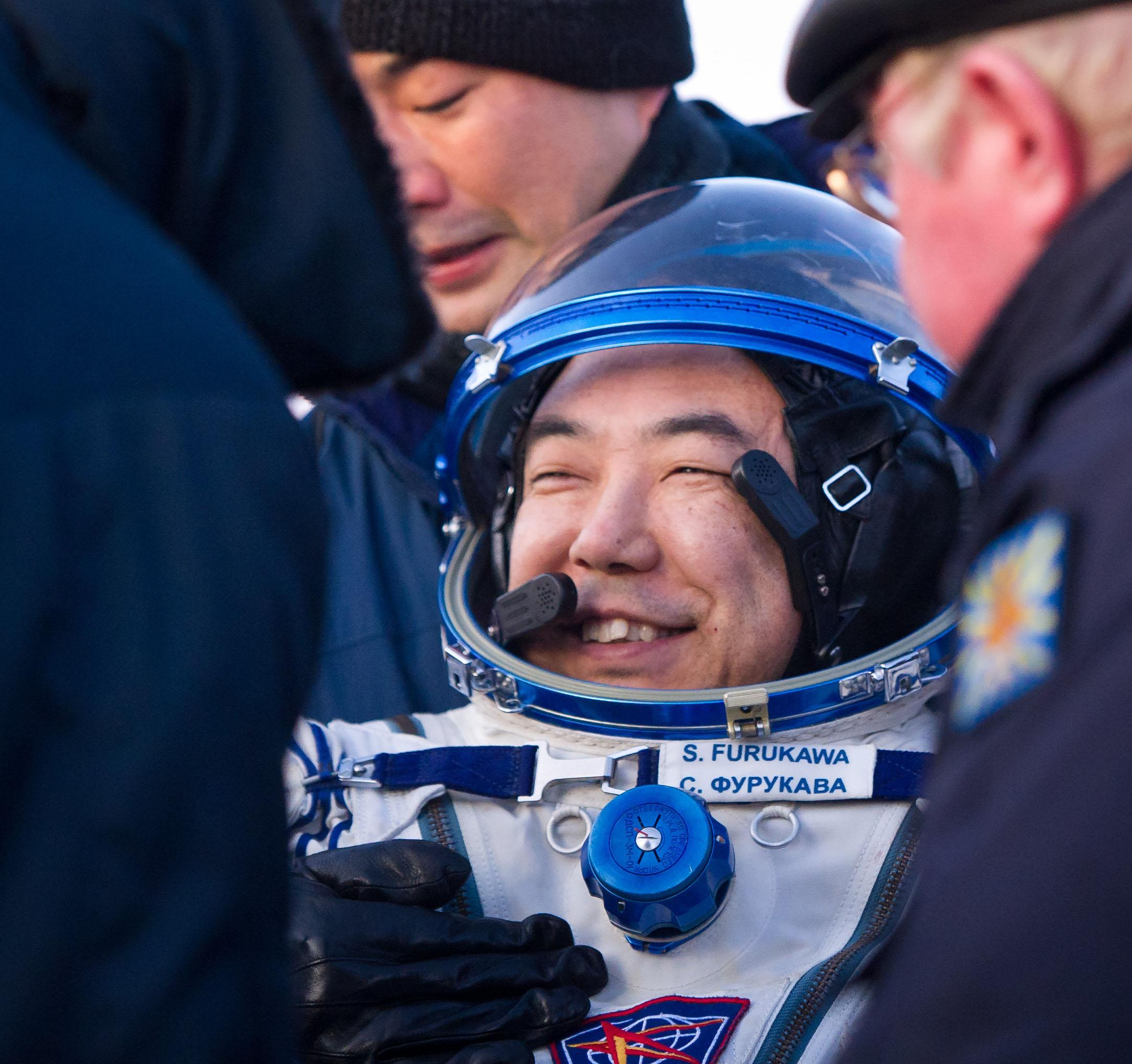
Furukawa după aterizarea sondei Soyuz TMA-02M în Kazahstan.

Furukawa a ajuns la Centrul Spațial Johnson în iunie 2004. În februarie 2006, a absolvit cursurile de pregătire pentru candidați pentru astronauți NASA, care au inclus briefing-uri științifice și tehnice, instruire intensivă în sistemele de navetă și stația spațială internațională, antrenament fiziologic, antrenament de zbor T-38 Talon⁠(d) și antrenament de supraviețuire în apă și în sălbăticie. Finalizarea acestei pregătiri inițiale l-a calificat pentru diverse misiuni tehnice în cadrul Biroului de astronauți NASA și pentru repartizarea de zbor ca Specialist în Misiune în misiunile navetei spațiale. 
În august 2007, Furukawa a servit ca aquanaut în cadrul proiectului NEEMO 13⁠(d), o misiune de cercetare de explorare desfășurată în Aquarius, singurul laborator de cercetare subacvatic din lume. 
În 2013, Furukawa a servit ca cavenaut  la antrenamentul ESA CAVES din Sardinia, alături de Jeremy Hansen⁠(d), Michael Barratt⁠(d), Jack Fisher⁠(d), Aleksei Ovchinin⁠(d) și Paolo Nespoli⁠(d) .
El a fost programat să facă un al doilea zbor de lungă durată către ISS cândva în 2023. 

## Experiență de zbor spațial
Furukawa a fost repartizat ca inginer de zbor în misiunea de lungă durată Expediția 28/29 de pe Stația Spațială Internațională . Sonda spațială Soyuz TMA-02M⁠(d) care transporta Furukawa, cosmonautul Sergey Volkov și astronautul NASA Michael Fossum⁠(d) a decolat din Cosmodromul Baikonour pe 7 iunie 2011.  Purtând același echipaj, Soyuz TMA-02M s-a desprins de ISS la 21:00 pm UTC pe 21 noiembrie 2011. Nava spațială a aterizat în siguranță, deși pe partea sa, în Kazahstan, la 2:26 AM UTC, pe 22 noiembrie. 

## Viața persoanală
Furukawa s-a născut în Yokohama, Kanagawa, Japonia. Îi place baseballul, bowlingul, muzica și călătoriile. Este căsătorit și are doi copii.